# Agriotes kirghisicus
Agriotes kirghisicus là một loài bọ cánh cứng trong họ Elateridae. Loài này được Yablokov-Khnzoryan miêu tả khoa học năm 1970.